# Inventaire suisse des biens culturels d'importance nationale et régionale

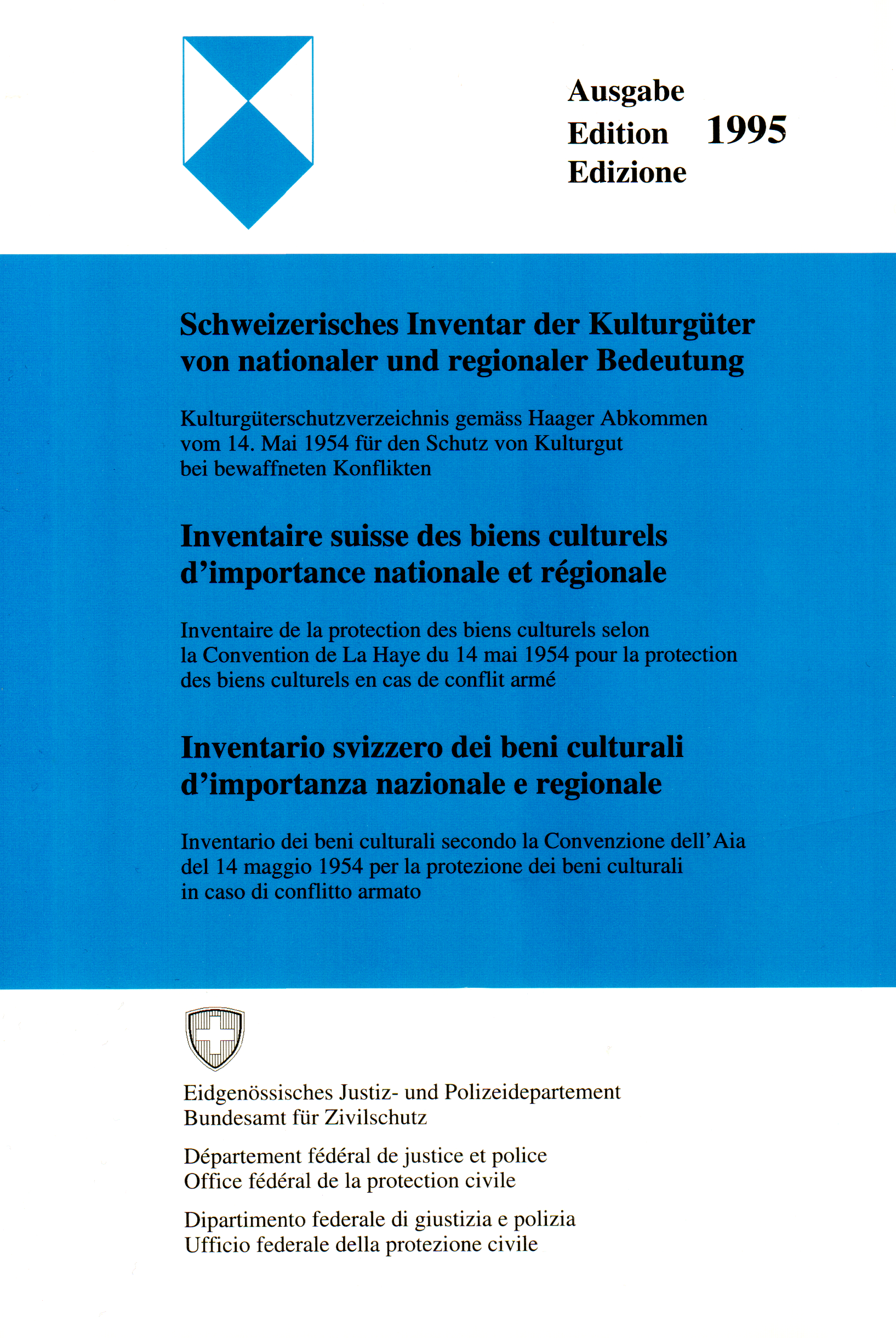
Couverture de l'inventaire, dans sa version 1995. Le symbole international identifiant un monument ou un bien patrimonial à préserver lors d'un conflit armé est apposé dessus.

L'inventaire suisse des biens culturels d'importance nationale et régionale est une liste d'environ 8 300 objets du patrimoine culturel suisse. 

## Histoire
La seconde convention de La Haye, qui s'est tenue en 1954, a débouché sur la signature d'une « Convention pour la protection des biens culturels en cas de conflit armé », signée le 14 mai 1954. Signée par la Suisse, tout comme 87 autres États, cette convention exige de chaque pays la constitution d'un inventaire national des biens culturels.
Cet inventaire, dont la première version a été publiée en 1988, a été révisé en 1995, puis en 2008 sous la responsabilité de l'Office fédéral de la protection de la population, via le service de la protection des biens culturels (PBC).

## Contenu
Selon la convention de la Haye, l'inventaire doit contenir « Les biens, meubles ou immeubles, qui présentent une grande importance pour le patrimoine culturel des peuples : monuments architecturaux, artistiques ou historiques, sites archéologiques, livres, manuscrits, collections scientifiques, archives et reproductions de ces biens culturels. Les bâtiments tels que les musées, les bibliothèques, les archives, les couvents ou les édifices destinés à abriter les biens culturels meubles. ».
Les différentes entrées de l'inventaire sont divisées en deux catégories : celles d'importance nationales, appelées « classe A » et au nombre de 1 800 environ, et celle d'importance régionale, ou « classe B ». Les éléments d'importance strictement locale ne sont pas pris en compte dans cet inventaire, mais peuvent être répertoriés par les autorités cantonales. Le choix des éléments figurant dans l'inventaire a été fait à la fois par les cantons et par le comité suisse de la protection des biens culturels et s'est fondé sur des critères, tels que l'importance préhistorique ou historique, la valeur esthétique, artistique, typologique, folklorique ou sociale et la rareté des objets.

## Identifications des biens
Selon le règlement édicté par le Conseil fédéral, les biens culturels d'importance nationale ainsi que les abris destinés à la protection des biens culturels doivent être identifiés à l'aide de l'écusson correspondant. Cependant, pour des raisons pratiques, seuls les monuments et biens isolés sont munis de l'écusson : il est en effet impossible d'apposer celui-ci sur des sites entiers, tels que des villes ou des villages. 
Tous les biens d'importance nationales sont répertoriés sur une carte émise par l'office fédéral de topographie.

### Liste des biens
- Appenzell Rhodes-Extérieures
- Appenzell Rhodes-Intérieures
- Argovie
- Bâle-Campagne
- Bâle-Ville
- Berne
- Fribourg
- Genève
- Glaris
- Grisons
- Jura
- Lucerne
- Neuchâtel
- Nidwald
- Obwald
- Saint-Gall
- Schaffhouse
- Schwytz
- Soleure
- Tessin
- Thurgovie
- Uri
- Valais
- Vaud
- Zoug
- Zurich

### Sources et bibliographie
- « 408.981 Protection des biens culturels PBC - Une mission de portée universelle », sur Protection des biens culturels (consulté le 29 juin 2008) [PDF]
- « 408.982 La protection des biens culturels PBC en Suisse », sur Protection des biens culturels (consulté le 29 juin 2008) [PDF]